# Otto Nilsson

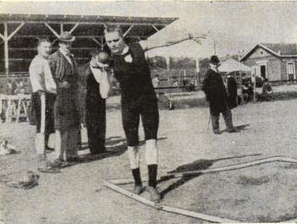
Otto Nilson dispara una bala en una competencia en Gotemburgo a fines de la década de 1890Otto Nilson dispara una pelota en una competencia en Gotemburgo a fines de la década de 1890.

Sven Otto Nilsson (26 de febrero de 1879 - 10 de noviembre de 1960) fue un lanzador de jabalina sueco.
Participó en los Juegos Olímpicos de 1908 y los Juegos Olímpicos de 1912. En Londres 1908 ganó la medalla de bronce en lanzamiento de jabalina. En estos Juegos también participó en las pruebas de lanzamiento de jabalina estilo libre y lanzamiento de disco (en ambas pruebas el resultado es desconocido).
En los Juegos Olímpicos de Estocolmo 1912 fue octavo en lanzamiento de jabalina a dos manos, décimo en lanzamiento de jabalina y abandonó en el lanzamiento de disco.